# Bernat Amer Pons
Bernat Amer Pons (Palma, Mallorca, 25 de juliol de 1853 - 3 de novembre de 1921) fou un polític mallorquí, diputat i senador a les Corts Espanyoles durant la restauració borbònica.
Fou un dels principals dirigents del Partit Liberal a Mallorca, amb el qual fou elegit diputat per la circumscripció de Palma a les eleccions generals espanyoles de 1905. A l'escissió de 1917 dels liberals encapçalà la fracció de Manuel García Prieto davant la romanonista liderada per Alexandre Rosselló. Fou governador civil de Canàries (1901), Tarragona (1901-1902) i Girona (1905), i senador entre 1916 i 1921, any de la seva mort. Pertanyia a la burgesia ciutadana i l'activitat política li permeté ostentar el càrrec de president de la societat Alumbrado por Gas i una vocalia a la junta de Govern de La Isleña Marítima de Joan March (a canvi de subordinar el partit a aquest darrer). L'amistat amb Bernat Amer serví a l'empresari de Santa Margalida per obtenir el vistiplau del governador liberal Alfonso Martínez a les seves exportacions fraudulentes. El 1919 va col·laborar amb Alexandre Rosselló i Pastors i Joan March i Ordinas per tal d'enfrontar-se a Antoni Maura.